# Daniel Bryan
Bryan Danielson (født 22. maj 1981) er en  amerikansk wrestler, der på kontrakt i World Wrestling Entertainment (WWE), hvor han wrestler på SmackDown-brandet under ringnavnet Daniel Bryan. Han er også kendt under ringnavne The Flying Goat, The Submission Specialist og The Dazzler . I WWE har han vundet WWE Championship tre gange, WWE World Heavyweight Championship to gange, WWE United States Championship en gang og WWE Tag Team Championship en gang med Kane. Han har også wrestlet for andre wrestlingorganisationer, bl.a. Ring of Honor, hvor han har vundet ROH World Championship en gang.
Indtil 2009 wrestlede Danielson primært på indiescenen inden for wrestling, heriblandt Ring of Honor og National Wrestling Alliance (NWA). Danielson medvirkede som "rookie" i WWE's talentshow WWE NXT, selv om han tidligere havde vundet en VM-titel i Ring of Honor. I WWE blev han dog fyret lige efter den første sæson af WWE NXT, men vendte tilbage ved WWE's SummerSlam i august 2010 og har senere opnået succes ved at vinde WWE United States Championship. I 2011 vandt han en money in the bank ladder match og "cashed in" på Big Show for at vinde WWE World Heavyweight Championship. Senere dannede han Tag Teamet "Team Hell No!" med Kane, hvor de vandt WWE Tag Team Championship en gang. Da de gik fra hinanden, lykkedes det Daniel Bryan at vinde WWE Championship to gange og vinde WWE Undisputed Championship i WrestleMania 30.

## Slammy Awards
Daniel Bryan er den eneste wrestler der har vundet fem Slammy Awards på en aften i 2013. Han har også vundet tre i 2012 og to i 2010, så i alt har han vundet 10 Slammy Awards. 
- - Slammy Award for Cole in You Stocking (2010) - angrebet Michael Cole i NXT
  - Slammy Award for Shocker of the Year (2010) - detbuten af The Nexus
  - Slammy Award for Tweet of the Year (2012) - "Goat face is a horrible insult. My face is practically perfect in every way. In fact, from now on I demand to be called Beautiful Bryan."
  - Slammy Award for Facial Hair of the Year (2012)
  - Slammy Award for Upset of the Year (2012) - besejret Big Show og Mark Henry i Royal Rumble.
  - Slammy Award for Couple of the Year (2013) - med Brie Bella
  - Slammy Award for Catchphrase of the Year (2013) – YES! YES! YES!
  - Slammy Award for Beard of the Year (2013)
  - Slammy Award for Superstar of the Year (2013)
  - Slammy Award for Fan Participation of the Year (2013) – YES! YES! YES!

## WWE World Heavywight Champion
I WrestleMania 30 besejret Daniel Bryan Triple H for at være med i kampen om WWE Undisputed Championship. Daniel Bryan besejret først Triple H og der efter Randy Orton og Batista for at blive verdensmester, da han lavet "the YES lock" på Batista.

## VM-titler
Daniel Bryan er en 5-dobbelt verdensmester i WWE. Han har vundet ROH World Championship en gang, WWE Championship 3 gange og World Heavyweight Championship 1 gange.
| Nr. | VM-titel                       | Modstander   | Org. | Dato               | Show                          | Dage | Efterfølger    |
| --- | ------------------------------ | ------------ | ---- | ------------------ | ----------------------------- | ---- | -------------- |
| 1   | ROH World Championship         | James Gibson | ROH  | 17. September 2005 | ROH                           | 460  | Homicide       |
| 2   | World Heavyweight Championship | Big Show     | WWE  | 18. December 2011  | TLC: Tables, Ladders & Chairs | 105  | Sheamus        |
| 3   | WWE Championship               | John Cena    | WWE  | 18. August 2013    | SummerSlam                    | 0    | Randy Orton    |
| 4   | WWE Championship               | Randy Orton  | WWE  | 15. September 2013 | Night of Champions            | 1    | blev "vacated" |
| 5   | WWE Undisputed Championship    | Randy Orton  | WWE  | 6. April 2014      | WrestleMania 30               |      | n/a            |